# Metropolis (Illinois)
Metropolis è una città nella Contea di Massac dello Stato dell'Illinois, negli Stati Uniti d'America.

## Storia
Fondata nel 1839, la città sorge vicino al fiume Ohio. Metropolis porta lo stesso nome della città in cui vive il personaggio dei fumetti Superman, e in una piazza è presente una statua dedicata all'eroe di 5 metri di altezza. Nel giugno 2010 è stata inaugurata una seconda statua, dedicata a Lois Lane, compagna di Superman, ritratta con le sembianze di Noel Neill, interprete del personaggio nella serie televisiva Adventures of Superman.